# Al-Eizariya
Al-Eizariya o al-Azariya (àrab: العيزرية, al-ʿAyzariyya, literalment ‘lloc de Llàtzer’) a vegades coneguda amb el seu nom bíblic de Betània, és una ciutat palestina de la governació de Jerusalem, a Cisjordània. Es troba a la banda sud-oriental del Mont de les Oliveres, a 3 kilòmetres de Jerusalem. Segons l'Oficina Central Palestina d'Estadístiques tenia 20.582 habitants el 2016. La tradició identifica la ciutat amb el poblat bíblic de Betània. De fet, el nom al-Azariyeh fa referència a la figura de Llàtzer de Betània, que segons l'Evangeli de Joan (Nou Testament) va ser ressuscitat per Jesús. El lloc on suposadament va tenir lloc el miracle, conegut com la Tomba de Llàtzer, és una tradicional destinació de pelegrinatge.

## Història

### Antiguitat
Hom creu que el lloc on se situa al-Azariyeh va estar habitat contínuament d'ençà el segle VI aC. fins al segle xiv, si bé és possible que el poble original es trobés més amunt en el pujol. En 1923-1924, l'arqueòleg nord-americà William F. Albright va relacionar el poble amb Anania, si bé Edward Robinson i altres van afirmar que Anania és l'actual Beit Hanina).

Segons l' Enciclopèdia Catòlica de 1913, una sèrie d'intel·lectuals han qüestionat la possibilitat que al-Azariyeh sigui realment l'antic llogaret de Betània:
«Alguns creuen que l'actual poble de Betània no ocupa el lloc que ocupava el poble antic, sinó que va créixer al voltant de la cova tradicional (de la resurrecció de Llàtzer), que suposen que es trobava a certa distància de la casa de Marta i Maria en el llogaret; Zanecchia (La Palestine d'aujourd'hui, 1899, I, 445) situa l'antic poble de Betania una mica més a dalt en el vessant sud-est de la Muntanya de les Oliveres, no gaire lluny de la situació comunament acceptada para Betfagé i prop de la de l'Ascensió. És bastant probable que el llogaret actual es formés entorn de la tomba tradicional de Llàtzer, que és una cova situada en el propi llogaret... La ubicació del poble antic pot ser que no coincideixi exactament amb la de l'actual, però tenim tots els motius per creure que es trobava més o menys en aquest lloc.»
Des dels primers temps del cristianisme han existit esglésies a al-Azariyeh. Un pelegrí anònim de Bordeus va afirmar haver vist "la cripta on Llàtzer va ser portat a descansar".

### Les Croades
Els Croats van anomenar el-Azariyeh pel seu nom bíblic de Bàtania. En 1138, el rei Folc i la reina Melisenda de Jerusalem van adquirir el poble al Patriarca Llatí de Jerusalem a canvi d'unes terres prop d'Hebron. La reina va fundar un gran convent benedictí dedicat a les santes Marta i Maria prop de la Tomba de Llàtzer. La germana de Melisenda, Ioveta, va ser una de les seves primeres abadesses i va passar a conèixer-se des de llavors com "Ioveta de Betània". Melisenda hi va morir en 1163, mentre que la seva fillastra Sibil·la d'Anjou també va morir allí en 1165. Una neta de Melisenda anomenada també Sibil·la,que hauria de convertir-se en reina de Jerusalem, va ser criada en l'abadia. Després de la caiguda de Jerusalem en 1187, les monges del convent van marxar a l'exili. Sembla que el poble va romandre abandonat des de llavors, encara que un viatger en 1347 va deixar constància d'uns monjos grecs ortodoxos que assistien a la capella de la tomba.
Yaqut al-Hamawí la va descriure a principis del segle xiii com "un poblat proper a Jerusalem. Aquí està la tomba de l'Atzar (Llàtzer), a qui Issa (Jesús) va portar a la vida després de mort."

### Època mameluca
En la dècada de 1480, durant el domini mameluc de Palestina, Felix Faber va visitar i va descriure diferents parts del llogaret, inclosa una «casa i magatzem» de Maria Magdalena, la casa de Marta, l'església del sepulcre de Llàtzer i la casa de Simó el leprós. Va descriure el llogaret com «ben poblat» i els seus habitants com a sarraïns.

### Època otomana

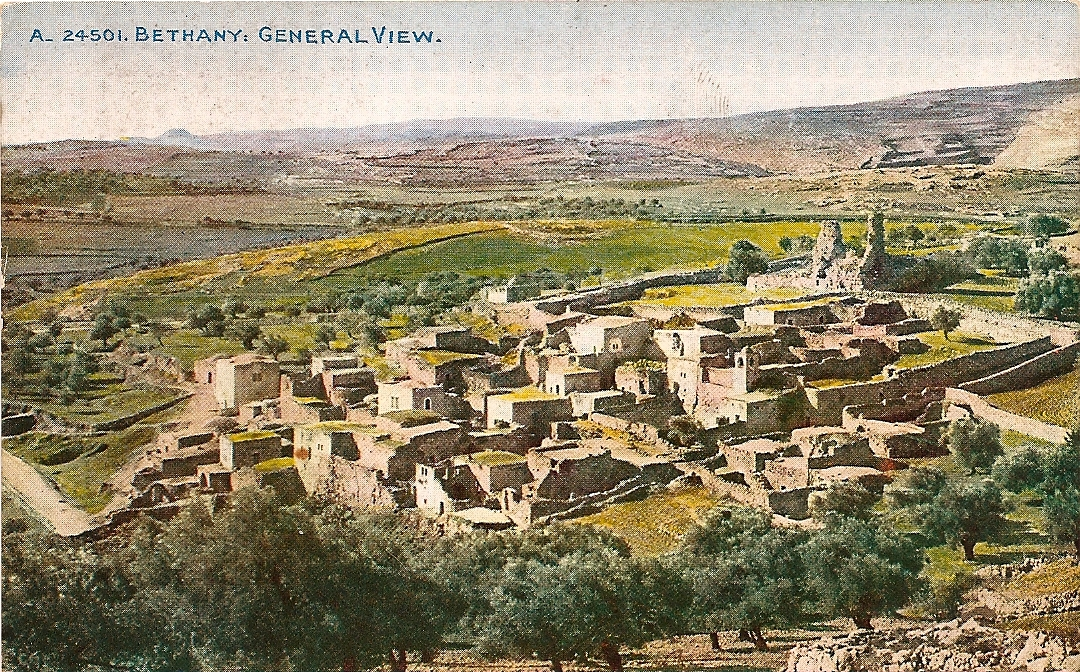
Postal amb la llegenda "Betània", aprox. 1900

En 1517, tant al-Azariyeh com la resta de Palestina van passar a formar part de l'Imperi Otomà, i en 1596 apareixia en els registres d'impostos com 'Ayzariyya, situada a la nàhiya de Jabal Quds, al liwà d'al-Quds. La població era de 67 llars, totes musulmanes, que pagaven un total de 14.000 akçe anuals en impostos pel blat, l'ordi, els vinyers i els arbres fruiters, ingressos ocasionals, cabres i ruscs.

Els otomans van construir-hi la Mesquita al-Uzair i la van nomenar en honor de Llàtzer, que és venerat tant per cristians com per musulmans. Durant els següents 100 anys els cristians van tenir permès acudir-hi a resar, però la pràctica no agradava a les autoritats de les esglésies cristianes, que preferien que els partidaris de cada credo romanguessin separats.

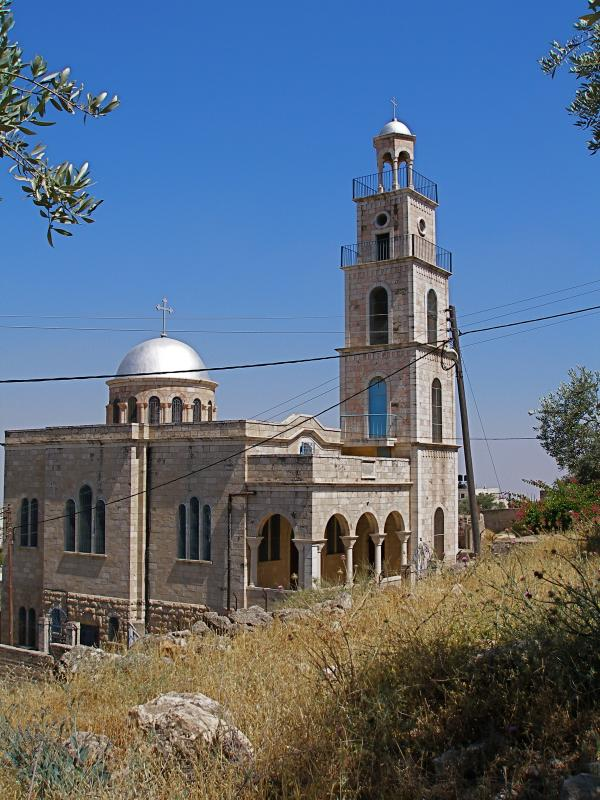
Església grega ortodoxa a al-Azariyeh

En 1838 Edward Robinson va visitar i va descriure el llogaret com a poble pobre d'unes 20 famílies. També va dir d'ell que era un llogaret musulmà situat a la regió d' el-Wadiyeh, a l'est de Jerusalem.
En 1870, l'explorador francès Victor Guérin va visitar el poble. Socin va apuntar que un llistat oficial de localitats otomanes d'aquest mateix any mostrava que al-Azariyeh tenia 113 habitants amb un total de 36 cases, encara que aquesta xifra incloïa solament als homes. Hartmann va anotar que al-Azariya tenia 35 cases.
El Survey of Western Palestina del Fons per a l'Exploració de Palestina la va descriure (denominant-la El Aziriyeh) com un poble en el vessant d'un pujol, amb un barranc que recorre el seu extrem oriental. Les cases estaven construïdes amb pedra. Al poble sobresortien les restes d'un edifici creuat. Una mesquita amb una cúpula blanca havia estat construïda sobre el que, segons la tradició, era la tomba de Llàtzer. Una segona mesquita més petita es trobava al sud del llogaret i estava dedicada al xeic Ahmed.
Al voltant de 1890, Khalil Aburish, els avantpassats de la qual havien estat nomenats oficialment «guardians del sagrat lloc de descans de Llàtzer,» van començar a promoure la imatge del-Azariyeh com a destinació turística o de pelegrinatge.
En 1896 s'estimava que la població d' El-'azarije era d'aproximadament 315 persones.
Al començament del segle xx, uns visitants van comptar 40 cases familiars al poble. En 1917 hi havia aproximadament 400 habitants.

### Mandat britànic de Palestina
En el cens de 1922, dut a terme per les autoritats del Mandat britànic de Palestina, el poble tenia 506 musulmans i 9 cristians, dels quals 2 eren ortodoxos i 7 catòlics. En el cens de 1931, la població havia augmentat fins als 726 habitants, 715 d'ells musulmans i 11 cristians, que vivien en 152 cases. El recompte total de població incloïa als monjos d'un convent grec.

Segons un estudi oficial de terra i població, la població havia tornat a créixer en 1945 fins als 1.060 habitants, 1.040 musulmans i 20 cristians, mentre que la superfície municipal era d'11.179 dúnams (11,17 kilòmetres quadrats). D'aquests, 43 dúnams estaven qualificats com a plantacions i terra de regadiu, 3.359 estaven dedicats al cultiu de cereals i 102 dúnams estaven classificats com a sòl urbà.

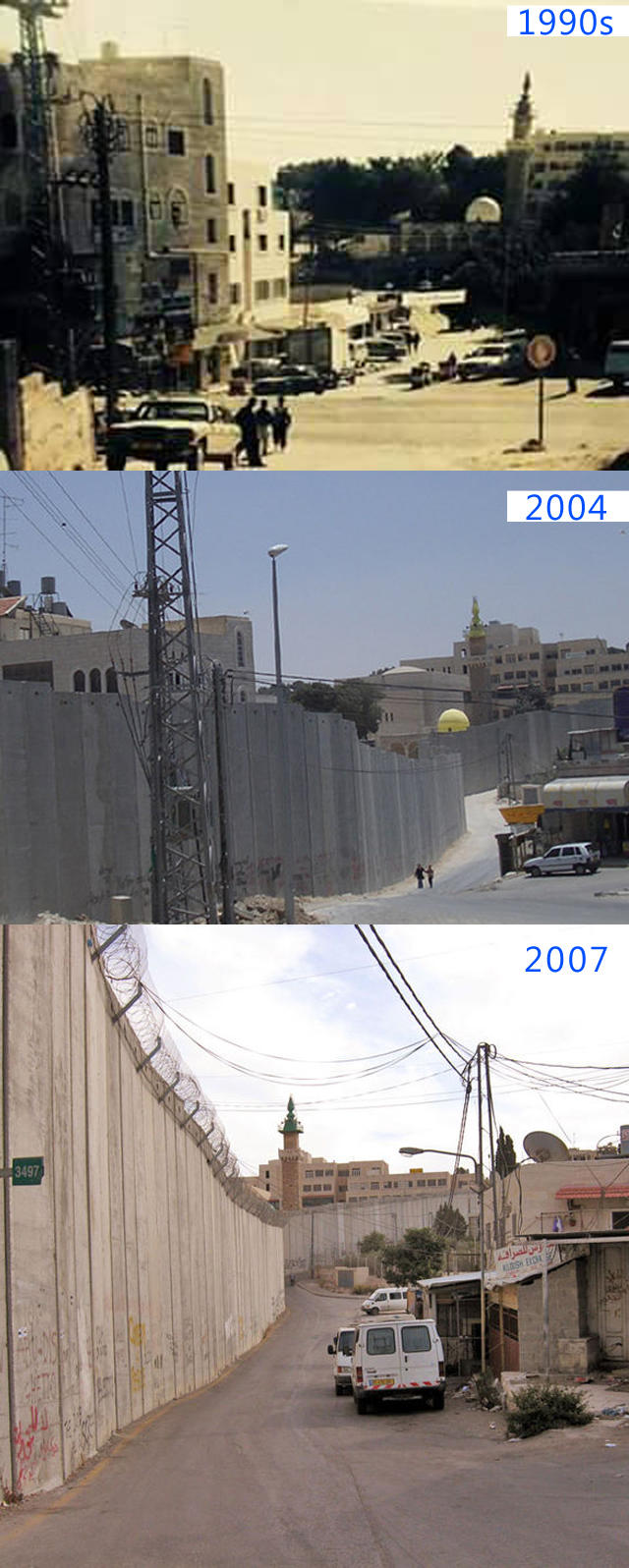
Mur de separació israelià entre Abu Dis i al-Azariyeh, en fotografies dels anys noranta, 2004 i 2007. Aquestes imatges mostren una porció del mur construït per Israel a Cisjordània. Aquesta zona es troba molt prop de la part oriental de Jerusalem, a uns 2 km de la Mesquita del Aqsa. Les fotografies estan preses des del costat israelià del mur, en adreça sud. Els habitants dels veïnats a banda i banda del mur són famílies predominantment palestines.

### Ocupació jordana
En finalitzar la guerra araboisraeliana de 1948, al-Azariyeh i la resta de Cisjordània van passar a estar sota un règim d'ocupació jordana.

### Ocupació israeliana
Després de la victòria israeliana en la Guerra dels Sis Dies de 1967, Israel va ocupar militarment Cisjordània (inclosa al-Azariyeh), Jerusalem Est, els Alts del Golan, la Franja de Gaza i la Península del Sinaí. Encara que aquesta última va ser retornada a Egipte com a conseqüència dels Acords de Pau de Camp David de 1978, la resta de territoris segueixen estant considerats actualment com "territoris ocupats" per la comunitat internacional. Poc després de la conclusió d'aquesta guerra, les terres a l'est del poble van ser declarades "zona militar tancada", separant als jornalers palestins dels seus camps de llenties i blat situats en els pujols on posteriorment es construiria l'assentament israelià de Ma'ale Adumim, il·legal segons el dret internacional.
Avui dia, la ciutat es troba seriosament superpoblada a causa del ràpid creixement de la població i a l'absència d'un pla d'expansió. Gran part de la terres que produïen figues, ametlles, olives i garrofes han estat confiscades o aïllades del poble per les autoritats israelianes, o han estat absorbides per l'àrea urbanitzada d'Al-Azariyeh.
Molts dels seus habitants originals viuen ara a Jordània, els Estats Units i en els estats àrabs del Golf Pèrsic. Durant un breu període, la possibilitat que existís un Estat de Palestina amb capital a Jerusalem Est (més concretament, a Abu Dis) va portar a l'establiment de diverses sucursals bancàries. L'any 2000, entorn de la quarta part de la seva població, unes 16.000 persones, tenien carnets d'identitat israelians.
Després del Cim de Taba de 2001, al-Azariyeh, que sobresurt al sud de l'autovia entre Jerusalem i l'assentament de Ma'ale Adumim, va ser inclosa a la denominada Zona B, que segons els Acords d'Oslo està sota control administratiu palestí i control militar israelià.
El 2004, Israel va construir el seu mur de separació a través del carrer principal del-Azariyeh, destruint el pròsper comerç de les tendes situades, que eren freqüentades per clients tant àrabs com jueus.
El 26 d'agost de 2015, forces israelianes van demolir 2 cases i 7 tendes d'Al Azariyeh sota el pretext que estaven construïdes sense permís. Es dona la circumstància que es trobaven en terrenys que Israel havia expropiat per a la construcció del seu mur de separació. Als seus propietaris no els van donar avís previ ni possibilitat de treure les seves pertinences abans de les demolicions. Amb prou feines dos mesos després, Mutaz Atallah Qassem, un jove de 22 anys de la localitat d'Al Azariyeh, va morir abatut per una soldat israeliana el 21 d'octubre de 2015 prop de l'assentament israelià d'Adam, en la Cisjordània ocupada, poc després d'apunyalar i deixar en estat crític a una altra soldat en el context de la denominada Intifada dels ganivets. Un altre jove de 23 anys, Bahaa 'Imad Samir al-Hirbawi, va morir abatut per soldats israelians el 20 de juny de 2017 en un lloc de control proper; els soldats van adduir que havia corregut cap a ells amb un ganivet a la mà. El 22 de juliol de 2017, un jove de 23 anys de la veïna localitat de Abu Dis anomenat Yousif Kashur va morir en al Azariyeh abatut per forces israelianes en el context dels disturbis generats per la instal·lació de detectors de metall en la Mesquita d'Al Aqsa.

## Arqueologia
Una sèrie d'excavacions arqueològiques dirigides pel Pare Sylvester J. Saller entre 1949 i 1953 per la Custòdia de Terra Santa van treure a la llum detalls dels centres d'oració cristians erigits prop de la tomba. Es van descobrir quatre esglésies superposades una sobre l'altra a l'est de la tomba de Llàtzer, la més antiga datada al segle iv o V. També es van desenterrar tombes excavades en la roca, restes de cases, premses de vi, cisternes i sitges. Les restes de ceràmica trobats s'han datat en els períodes persa i hel·lenístic. També s'estan duent a terme excavacions en un jaciment just darrere de la Casa de Marta i María.

## Llocs d'interès

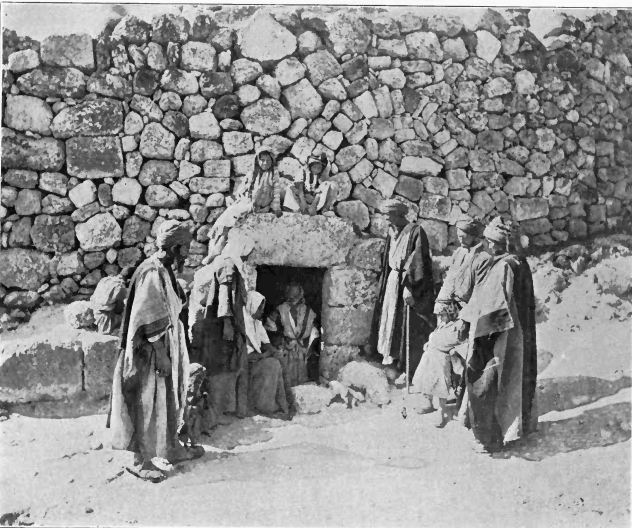
Tomba de Llàtzer, 1906

La Tomba de Llàtzer a al-Azariyeh és un lloc tradicional de pelegrinatge. La tomba és el lloc on, segons les tradicions cristiana i musulmana, Jesús va ressuscitar Llàtzer de Betània d'acord amb l'Evangeli de Joan. L'associació del miracle amb aquest lloc, sagrat tant per a l'Islam com per al Cristianisme, data com menys del segle iii. La'Enciclopèdia Catòlica de 1913 afirma que "és pràcticament segur que el poble actual es va formar al voltant de la tomba tradicional de Llàtzer, que es troba en una cova dins del poble. La identificació d'aquesta cova com la tomba de Llàtzer és merament una possibilitat; manca d'una forta autoritat intrínseca o extrínseca."

Al llarg dels segles hi ha hagut diverses esglésies cristianes a al-Azariyeh. El primer esment d'una església és a la fi del segle iv, encara que tant Eusebi de Cesàrea com el pelegrí de Bordeus esmenten la tomba. L'any 390, Sant Jeroni escriu sobre una església dedicada a Sant Llàtzer anomenada el Lazarium. La pelegrina Egèria va fer un esment similar l'any 410. Els jardins actuals contenen les restes d'un mosaic de l'església del segle iv.

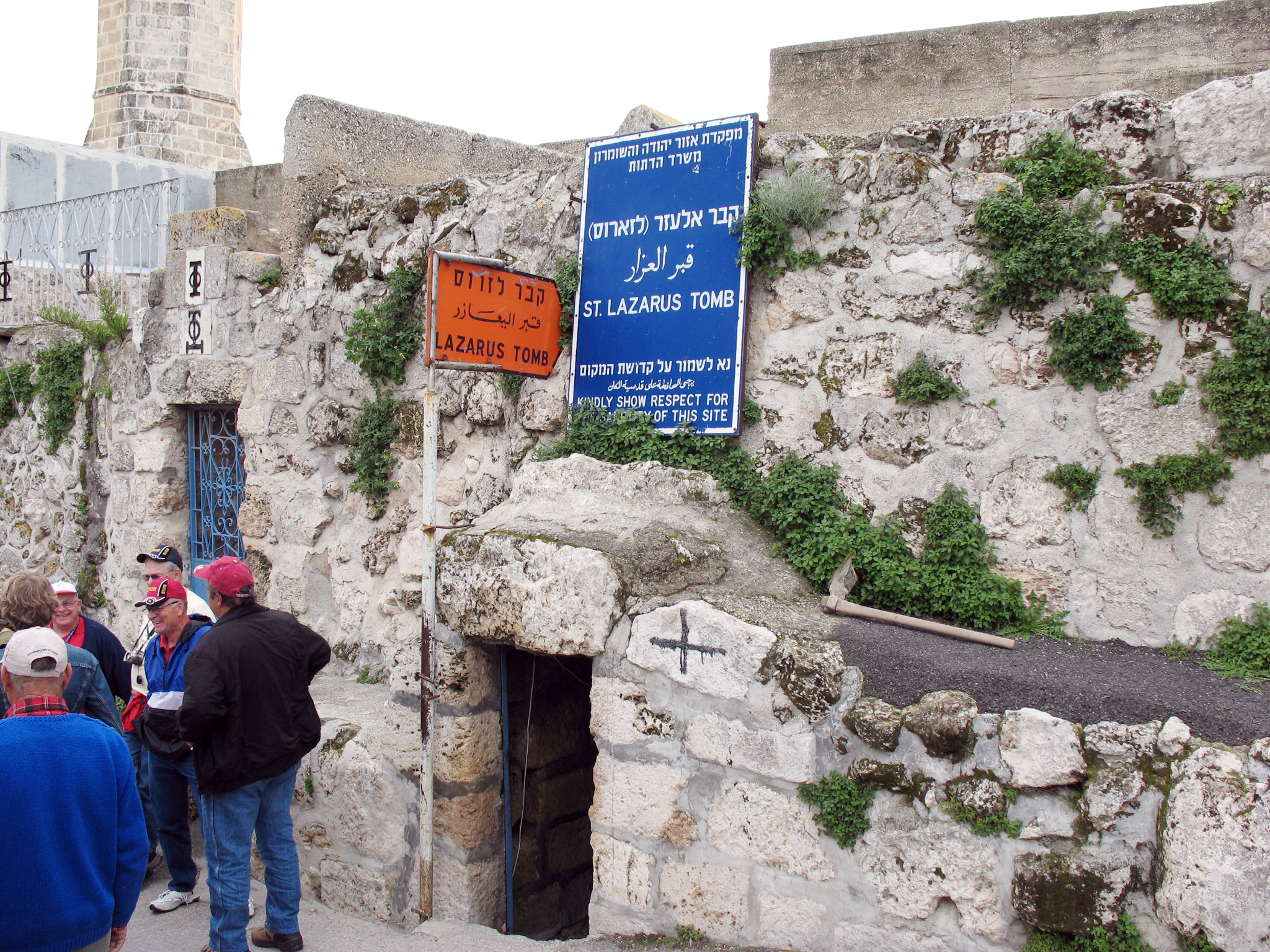
Tomba de Llàtzer, 2007

 El convent benedictí construït pels croats en 1143 va ser abandonat després de la caiguda de Jerusalem en 1187, quedant en ruïnes amb l'única excepció de la tomba i la volta de canó. Cap a 1384 ja existia una mesquita senzilla al poble. Al segle xvi, els otomans van construir una mesquita més gran, anomenada al-Uzair en honor del sant patró de la ciutat, Llàtzer de Betània, que ha romàs sobre la tomba des de llavors. L'església catòlica adjacent de Sant Llàtzer, construïda entre 1952 i 1955 sota els auspicis de l'Orde Franciscana, es va construir sobre les restes d'unes altres molt més antigues. En 1965 es va construir una església ortodoxa a l'oest de la tomba.
Avui dia es pot accedir a l'entrada de la tomba des del carrer, pujant uns graons desiguals excavats en la roca. Una descripció realitzada en 1896 parlava de vint-i-quatre graons des del llavors modern carrer, que portaven a una cambra quadrada que feia de lloc d'oració, des de la qual una nova escala descendia fins a una cambra inferior considerada la tomba de Llàtzer. Aquesta mateixa descripció és aplicable en l'actualitat.
La casa de Simó el leprós, on Jesús va sopar una setmana abans de la seva resurrecció, és coneguda pels vilatans com la Torre de Llàtzer i es manté gràcies als fons de l'Església Ortodoxa.